# واهمه‌های حضور (اپیزود سوم)
واهمه‌های حضور (اپیزود سوم) فیلمی به کارگردانی  و نویسندگی محمد ذرقانی ساختهٔ سال ۱۳۷۸ است.

## بازیگران
- سیاوش کامیاب راد
- فاضل ژیان
- پروین فراهانی